# Молибдат самария(III)
Молибдат самария(III) — неорганическое соединение,
соль самария и молибденовой кислоты
с формулой Sm2(MoO4)3,
фиолетовые кристаллы.

## Получение
- Спекание оксидов самария и молибдена:

{\displaystyle {\mathsf {Sm_{2}O_{3}+3MoO_{3}\ {\xrightarrow {800^{o}C}}\ Sm_{2}(MoO_{4})_{3}}}}

## Физические свойства
Молибдат самария(III) образует фиолетовые кристаллы нескольких модификаций:
- ромбическая сингония, пространственная группа P ba2, параметры ячейки a = 1,04393 нм, b = 1,04794 нм, c = 1,07734 нм, Z = 4, существует при температуре ниже 193°С;
- моноклинная сингония, существует при температуре выше 193°С [1][2].

Проявляет свойства ферроэлектрика
.
Образует кристаллогидрат состава Sm2(MoO4)3•2H2O.